# Bob Giltinan
Bob Giltinan (Sydney, 4 luglio 1949) è un ex tennista australiano.

## Carriera
In carriera ha vinto 1 titolo in singolare e 2 titoli di doppio. Nei tornei del Grande Slam ha ottenuto il suo miglior risultato raggiungendo la finale di doppio agli Australian Open nel 1974, in coppia con il connazionale Syd Ball.
In Coppa Davis ha disputato un totale di 5 partite, vincendone 3 e perdendone 2.

## Statistiche

### Singolare

#### Vittorie (1)
| Numero | Anno | Torneo                                     | Superficie | Avversario in finale | Punteggio |
| 1.     | 1974 | Surrey Grass Court Championships, Surbiton | Erba       | Syd Ball             | 6-3 6-2   |

### Doppio

#### Vittorie (2)
| Numero | Anno | Torneo                  | Superficie  | Compagno     | Avversari in finale          | Punteggio |
| 1.     | 1978 | Columbus Open, Columbus | Terra rossa | Colin Dibley | Marcelo Lara Eliot Teltscher | 6–2, 6–3  |
| 2.     | 1979 | Tasmanian Open, Hobart  | Erba        | Phil Dent    | Guillermo Vilas Ion Țiriac   | 8–6       |